# Frederick Richards Leyland
Frederick Richards Leyland (30 de septiembre de 1831 - 4 de enero de 1892) fue uno de los mayores armadores británicos, con 25 barcos de vapor dedicados al comercio transatlántico. También fue un importante coleccionista de arte, que encargó obras a varios de los pintores de la Hermandad Prerrafaelita.

## Carrera

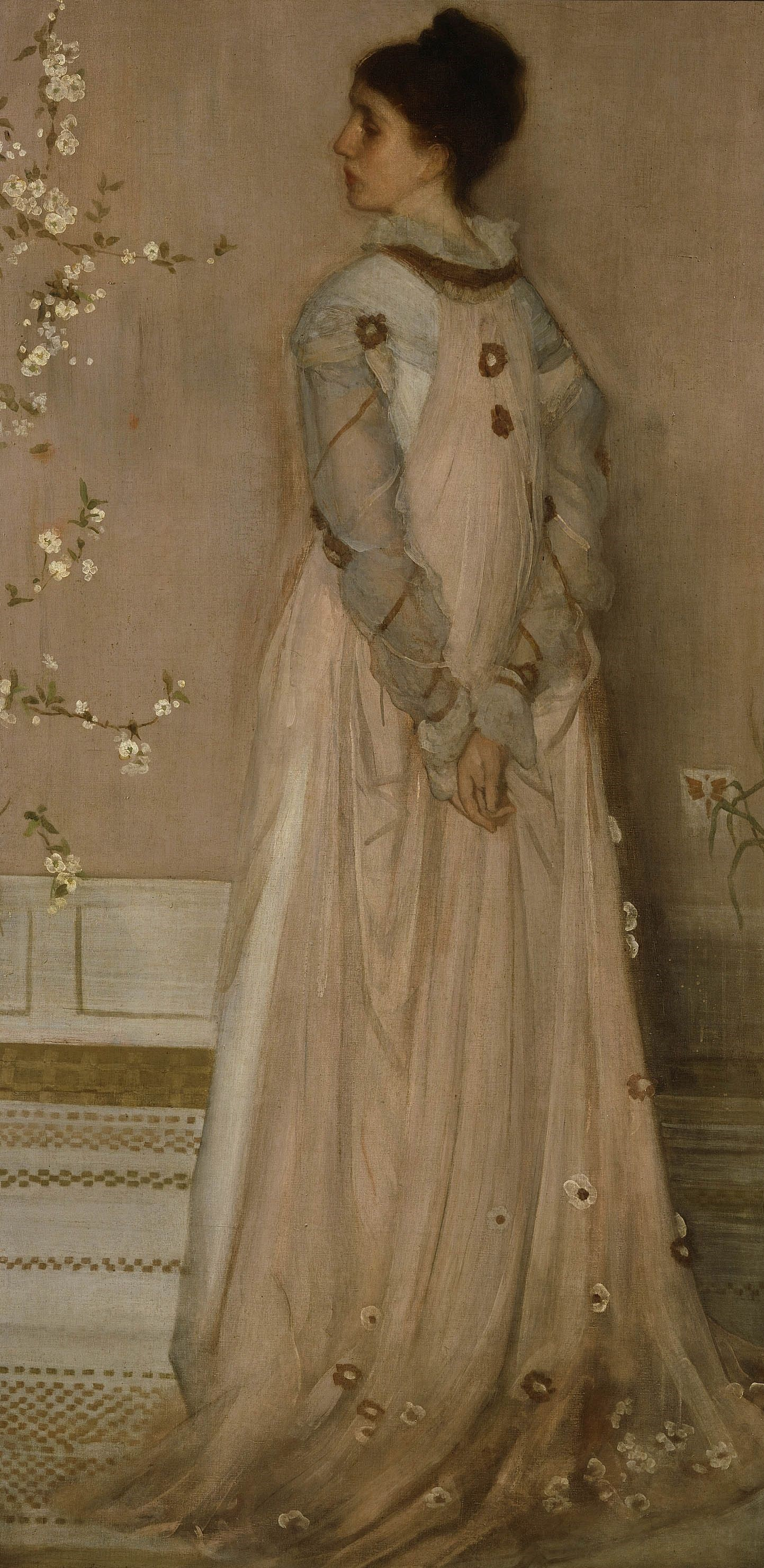
"Symphony in Flesh Colour and Pink: Portrait of Frances Leyland" (Sinfonía en color carne y rosa: retrato de Frances Leyland), 1871–1874, por James McNeill Whistler

Leyland comenzó a trabajar como aprendiz en la firma de John Bibby, Sons & Co, donde ascendió hasta convertirse en socio. En 1867 arrendó la enorme residencia campestre de Speke Hall, situada cerca de Liverpool, y en 1869 compró una casa en Londres, en el 49 de Princes Gate. A finales de 1872, cuando la sociedad Bibby se disolvió, compró el negocio y cambió el nombre de la empresa a Leyland Line en 1873. Bajo su dirección, la línea se expandió al comercio transatlántico y en 1882 tenía 25 barcos de vapor. Se retiró del negocio activo en 1888, dejando a su hijo Frederick Dawson Leyland a cargo de la empresa.

## Mecenas de arte
Los primeros encargos de Leyland fueron para Dante Gabriel Rossetti y James McNeill Whistler, y datan de 1864 y 1867. Leyland coleccionó arte renacentista, así como el de la Hermandad Prerrafaelita, Whistler y Albert Moore.
Encargó El encantamiento de Merlín, un cuadro del pintor prerrafaelita Edward Burne-Jones, que fue creado entre 1872 y 1877. La pintura representa una escena de la leyenda artúrica, cuando Merlín se enamora de la Dama del Lago, Nimue. Se ve a Merlín atrapado, indefenso en un arbusto de espino, mientras Nimue lee un libro de hechizos.
En la década de 1870 encargó a Whistler y a Jeckyll que decoraran su comedor. El resultado de este encargo fue la La Habitación del Pavo Real, que se considera una de las mejores obras de Whistler. Después de la muerte de Leyland, su viuda vendió la decoración de la sala al industrial y coleccionista de arte estadounidense Charles Lang Freer, quien lo desmanteló y envió a los Estados Unidos. Ahora está en la Galería Freer del Instituto Smithsoniano, en Washington D. C.

## Vida posterior

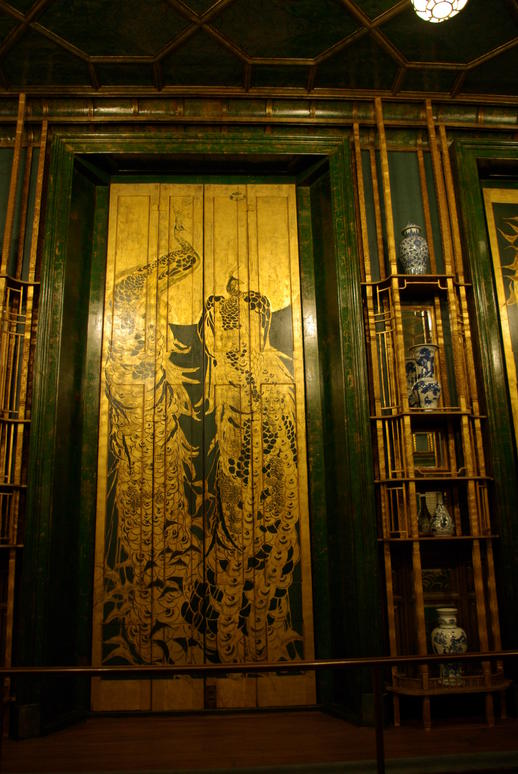
La Habitación del Pavo Real, obra de James McNeill Whistler y Thomas Jeckyll

Leyland, uno de los armadores más importantes de Gran Bretaña, murió en 1892, y está enterrado en el Cementerio Brompton de Londres. La tumba está situada diez metros al oeste del camino principal entre la entrada norte y la columnata, pero es muy reconocible debido a su forma y diseño únicos.

## Legado
En 1892, John Ellerman hizo su primer movimiento en el transporte marítimo al liderar un consorcio que compró la Línea Leyland del fallecido Frederick Richards Leyland. En 1901, Ellerman vendió este negocio a J. P. Morgan por 1,2 millones de libras, que se incorporó inmediatamente a l International Mercantile Marine Co.
La sepultura de Leyland es el único trabajo de este tipo de Edward Burne-Jones, y está considerado uno de los monumentos funerarios del estilo Arts and Crafts más destacable del Reino Unido. Goza de la consideración de  Monumento Clasificado.

## Vida personal

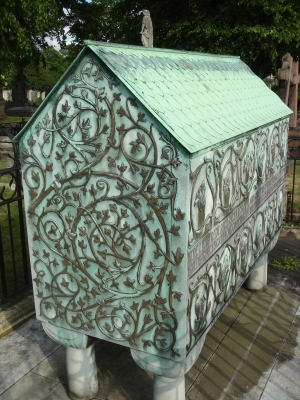
Sepultura de Leyland. Diseñada por Edward Burne-Jones, está localizada en el Cementerio de Brompton

Leyland se casó con Frances Dawson (1834-1910) el 23 de marzo de 1855, pero se separaron en 1879, posiblemente debido a su relación con su amante casada, Rosa Laura Caldecott (nacida Gately, y fallecida en 1890).
Frances y Leyland tuvieron cuatro hijos: Frederick Dawson (n. 1856), Fanny (n. 1857), Florence (n. 1859, casada con Valentine Cameron Prinsep) y Elinor (1861-1952).
Rosa tuvo un hijo llamado Frederick Richards Leyland Caldecott en 1883. Leyland tuvo dos hijos más con su amante Annie Ellen Wooster, Frederick Richards (n. 1884) y Francis George Leyland Wooster (n. 1890).